# جواو ألميدا خورادو
جواو ألميدا خورادو (18 مايو 1906 بالبرتغال - ) هو لاعب كرة قدم برتغالي في مركز الدفاع. شارك مع منتخب البرتغال لكرة القدم. أما مع النوادي، فقد لعب مع سبورتينغ لشبونة.

## وصلات خارجية
- جواو ألميدا خورادو على موقع قاعدة بيانات كرة القدم.إي يو (الإنجليزية)
- جواو ألميدا خورادو على موقع عالم كرة القدم.نت (الإنجليزية)